# Mycetia ovatistipulata
Mycetia ovatistipulata är en måreväxtart som beskrevs av Nobuyuki Fukuoka. Mycetia ovatistipulata ingår i släktet Mycetia och familjen måreväxter. Inga underarter finns listade i Catalogue of Life.